# Ursus arctos californicus
L'orso grizzly della California o orso grizzly californiano (Ursus arctos californicus Merriam, 1896) era una particolare varierà di grizzly nativa del Nordamerica, estinta a partire dagli anni venti del XX secolo; era il carnivoro più grande delle Americhe dopo l'orso grizzly.

## Descrizione
L'orso grizzly della California si distingueva dall'orso grizzly per una colorazione leggermente più scura, per una macchia nera sulla fronte e per l'assenza della gobba sulla schiena come hanno molte specie di orsi. Testimonianze ottocentesche descrivono l'orso grizzly della California come un animale dotato di forza sovrumana e di temperamento aggressivo, perciò da cacciare: potrebbe essere stato infatti questo il motivo della sua estinzione, i coltivatori iniziarono a temerlo e a cacciarlo. La sottospecie fu scoperta nel 1866 in California, ma descritta solo nel 1896. Questo animale si nutriva di una gran varietà di piante e di grandi ungulati, come gli alci e i cervi.
Il suo areale andava dalla California al Canada. Dopo la sua estinzione in natura nel 1909 divenne il simbolo del Nordamerica, ma si estinse poi nell'agosto del 1924 a causa della caccia.